# Mošćenica
Mošćenica är en ort i Kroatien.   Den ligger i länet Moslavina, i den centrala delen av landet, 50 km sydost om huvudstaden Zagreb. Mošćenica ligger 99 meter över havet och antalet invånare är 2 471.
Terrängen runt Mošćenica är platt åt nordost, men åt sydväst är den kuperad. Runt Mošćenica är det glesbefolkat, med 13 invånare per kvadratkilometer. Närmaste större samhälle är Sisak, 3,4 km norr om Mošćenica. I omgivningarna runt Mošćenica växer i huvudsak lövfällande lövskog.